# Pseudotaxiphyllum
Pseudotaxiphyllum is een geslacht van mossen uit de platmosfamilie (Plagiotheciaceae).  Het geslacht heeft een bijna kosmopolitische verspreiding. 

## Soorten
Het geslacht bestaat uit onder meer de volgende soorten:
- - Pseudotaxiphyllum arquifolium
  - Pseudotaxiphyllum elegans (gewoon pronkmos)
  - Pseudotaxiphyllum densum